# Regio-S-Bahn
Die Bezeichnung Regio-S-Bahn bzw. Regio S-Bahn wird von einigen Betreibern von Nahverkehrsnetzen verwendet, die nicht die 10 größten Städte Deutschlands bedienen. Die Definition einer Regio-S-Bahn ist wie die der S-Bahn unscharf. Die Verkehrsministerien von Baden-Württemberg und Bayern beschreiben die Merkmale und Ziele.

## Bestehende Netze

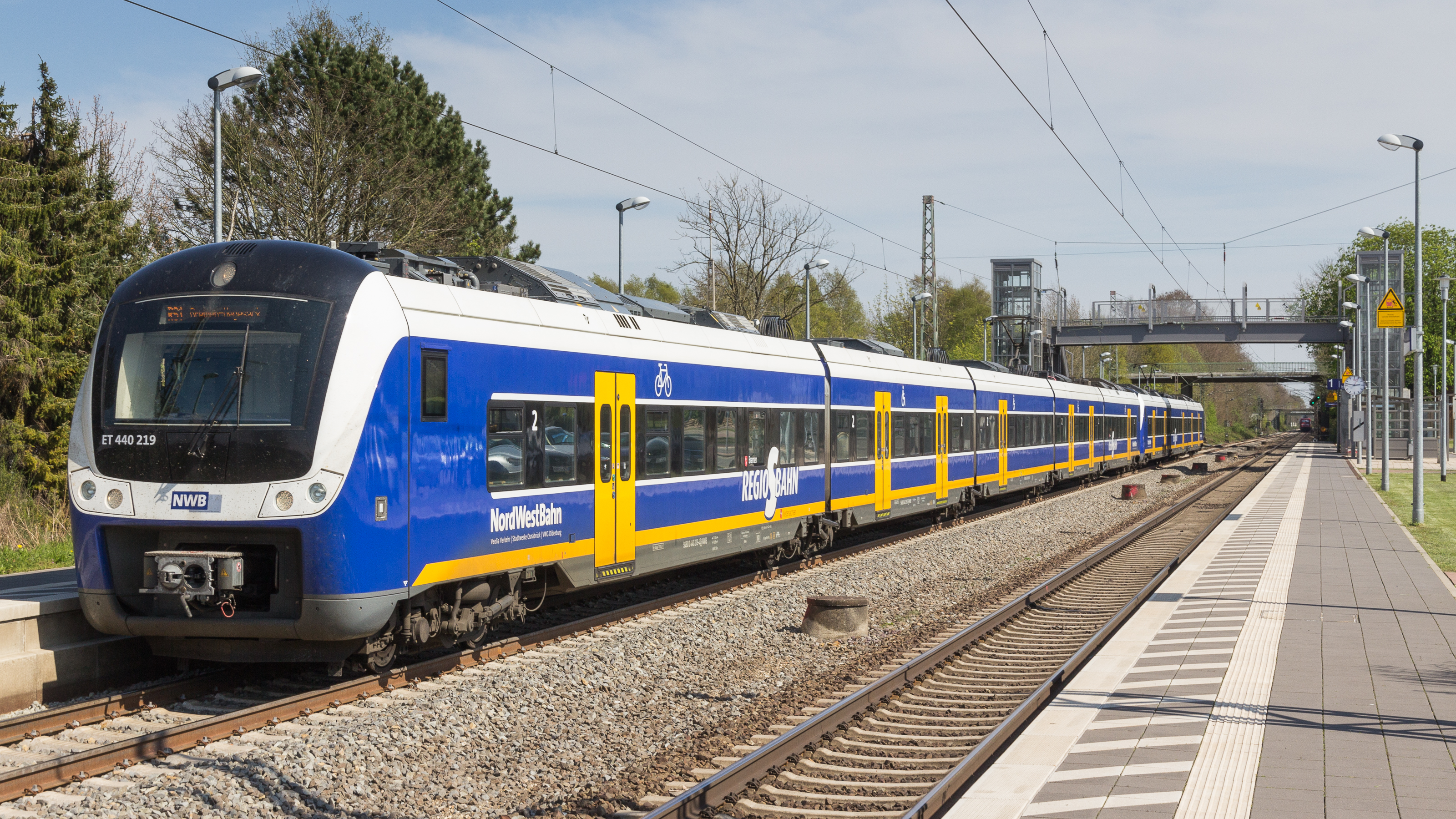
Alstom Coradia Continental der Regio-S-Bahn Bremen/Niedersachsen in Achim-Baden

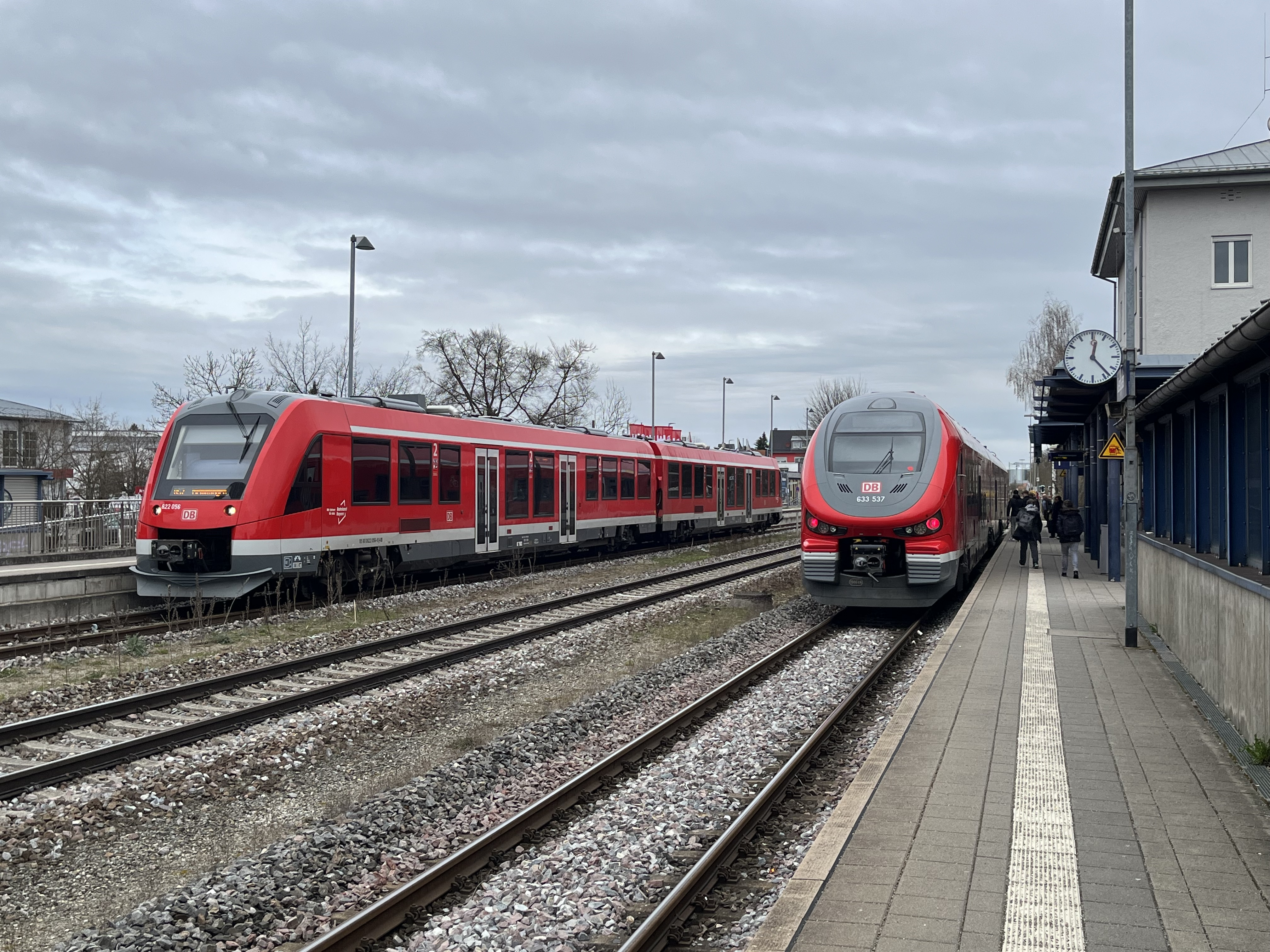
Kreuzung RS7 und RE in Illertissen

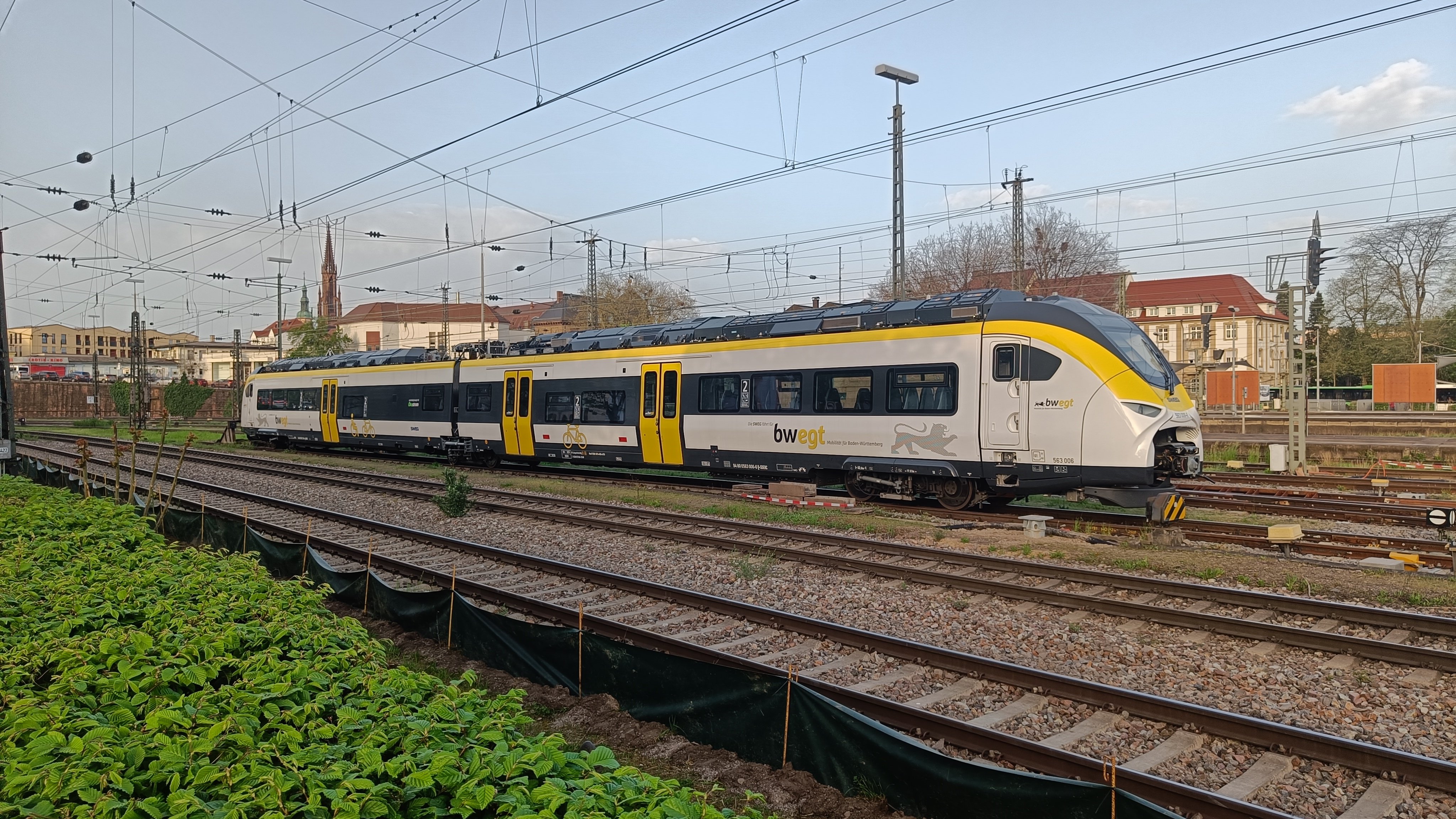
Siemens Mireo Plus B abgestellt im Bahnhof Offenburg

Im Jahr 2025 firmieren folgende Nahverkehrsnetze als Regio-S-Bahn:
| Netz                              | Linien                   | Streckenlänge    | Stationen | Fahrzeuge                                                  |
| --------------------------------- | ------------------------ | ---------------- | --------- | ---------------------------------------------------------- |
| Regio-S-Bahn Bremen/Niedersachsen | 6                        | 342,1 km         | 64        | Alstom Coradia Continental, Stadler Flirt 3XL              |
| Regio-S-Bahn Donau-Iller (Ulm)    | 7 (3 weitere in Planung) | 388 km (geplant) | 55        | Baureihe 425, LINT 41/54                                   |
| Regio S-Bahn Ortenau              | 6                        | 195 km           | 51        | Siemens Mireo Plus B, Regio-Shuttle RS 1 (nach Frankreich) |

Zum 15. Dezember 2024 erfolgte die Umfirmierung der Ortenau-S-Bahn in Regio-S-Bahn Ortenau.
Früher wurde auch die S-Bahn Basel als Regio-S-Bahn bezeichnet.

## Geplante Netze
In Bayern wird die Regio-S-Bahn als landesweites Konzept für mittelgroße Ballungsräume entwickelt. Dies soll die Vorteile einer klassischen S-Bahn mit denen des Regionalverkehrs kombinieren. Dabei wird bewusst auch auf den Wert der Marke gesetzt. Die Regio-S-Bahn Donau-Iller wird als Einstiegsprojekt betrachtet. Weitere Regio-S-Bahnen befinden sich in Untersuchung bzw. in Planung:
- Regio-S-Bahn Mainfranken (Würzburg)[6]
- Regio-S-Bahn Regensburg[7]

Laut BEG könnte perspektivisch auch in anderen großstädtischen Ballungsräumen wie Augsburg oder Ingolstadt ein ähnliches Angebot entstehen.

### Regio-S-Bahn Mainfranken
Die BEG hat im November 2024 den Regionalverkehr Mainfranken (RVMF) neu ausgeschrieben. Die Vergabe erfolgt für den Zeitraum Dezember 2029 bis Dezember 2041. Im Los 2 (Regio-S-Bahn) werden 4 Linien definiert:
| Linie | frühere Linie | Verlauf |
| ----- | ------------- | --- |
| RS 1  | RB 80 / RB 79 | Marktbreit – Würzburg Hbf – Gemünden – Flieden (nach Reaktivierung der Strecke nach Lohr Stadt ab Gemünden nach Lohr Stadt anstelle von Flieden) |
| RS 2  | RB 53         | Würzburg Hbf – Schweinfurt Hbf – Bamberg |
| RS 4  | -             | Würzburg Hbf – Kitzingen |
| RS 11 | RB 79         | Würzburg Hbf – Gemünden |

Die Linien berücksichtigen bereits eine Wiedereröffnung der Strecke von Lohr Bahnhof nach Lohr Stadt.

### Regio-S-Bahn Regensburg
Das Gutachten zum SPNV in Regensburg schlägt die folgenden Linien vor:
| Linie | Verlauf                                                       | Anschlüsse                                                      |
| ----- | ------------------------------------------------------------- | --------------------------------------------------------------- |
| RS 1  | Neumarkt (Oberpfalz) – Regensburg Hbf – Straubing – Plattling | In Neumarkt (Oberpfalz) Anschluss zur S1 der S-Bahn Nürnberg    |
| RS 2  | Regensburg Hbf – Eggmühl – Landshut Hbf                       | In Landshut Hbf Anschluss zur geplanten S21X der S-Bahn München |
| RS 3  | Gaimersheim – Ingolstadt Hbf – Regensburg Hbf                 |                                                                 |
| RS 4  | Regensburg Hbf – Maxhütte-Haidhof – Burglengenfeld            |                                                                 |
| RS 5  | Regensburg Hbf – Maxhütte-Haidhof – Marktredwitz              |                                                                 |